# Kéregbadargomba
A kéregbadargomba (Deconica horizontalis) a harmatgombafélék családjába tartozó, Európában, Észak-Amerikában és Ausztráliában honos, lombos fák elhalt ágain növő, nem ehető gombafaj.

## Megjelenése
A kéregbadargomba kalapja 1-1,5 (2) cm széles, kagyló, vese vagy fül alakú. Felszíne fiatalon barnásan pikkelyes, idősen csupasz, esetleg a szélén finoman nemezes.  Színe világosbarna, okkerbarna, nedvesen vörösbarna (kissé higrofán). 
Húsa rostos, színe halványbarna, vizesbarnás. Szaga retekszerű, íze kesernyés. 
Sűrű lemezei tönkhöz nőttek vagy foggal lefutók, villásan elágazhatnak, élük finoman fűrészes. Színük okkerbarna, világosbarna. 	
Tönkje 2-3 (5) mm hosszú, a kalaphoz excentrikusan kapcsolódik. Felszíne deres, hosszában árkolt lehet. Színe barna, a tövénél sötétebb és fehér micéliumszövedék kapcsolódik hozzá. 
Spórapora sötétbarna. Spórája ellipszis alakú, sima, mérete 6-8 x 3,5-4,5 μm. 

### Hasonló fajok
Az apró állaskagomba, a bundás állaskagomba, a szürke állaskagomba, a kis áldücskőgomba hasonlíthat hozzá. 

## Elterjedése és termőhelye
Európában, Észak-Amerikában és Ausztráliában honos. 
Lombos fák (főleg bükk és tölgy) elhalt törzsén, ágain, maradványain, fűrészporán nő. Ősztől tavaszig terem.

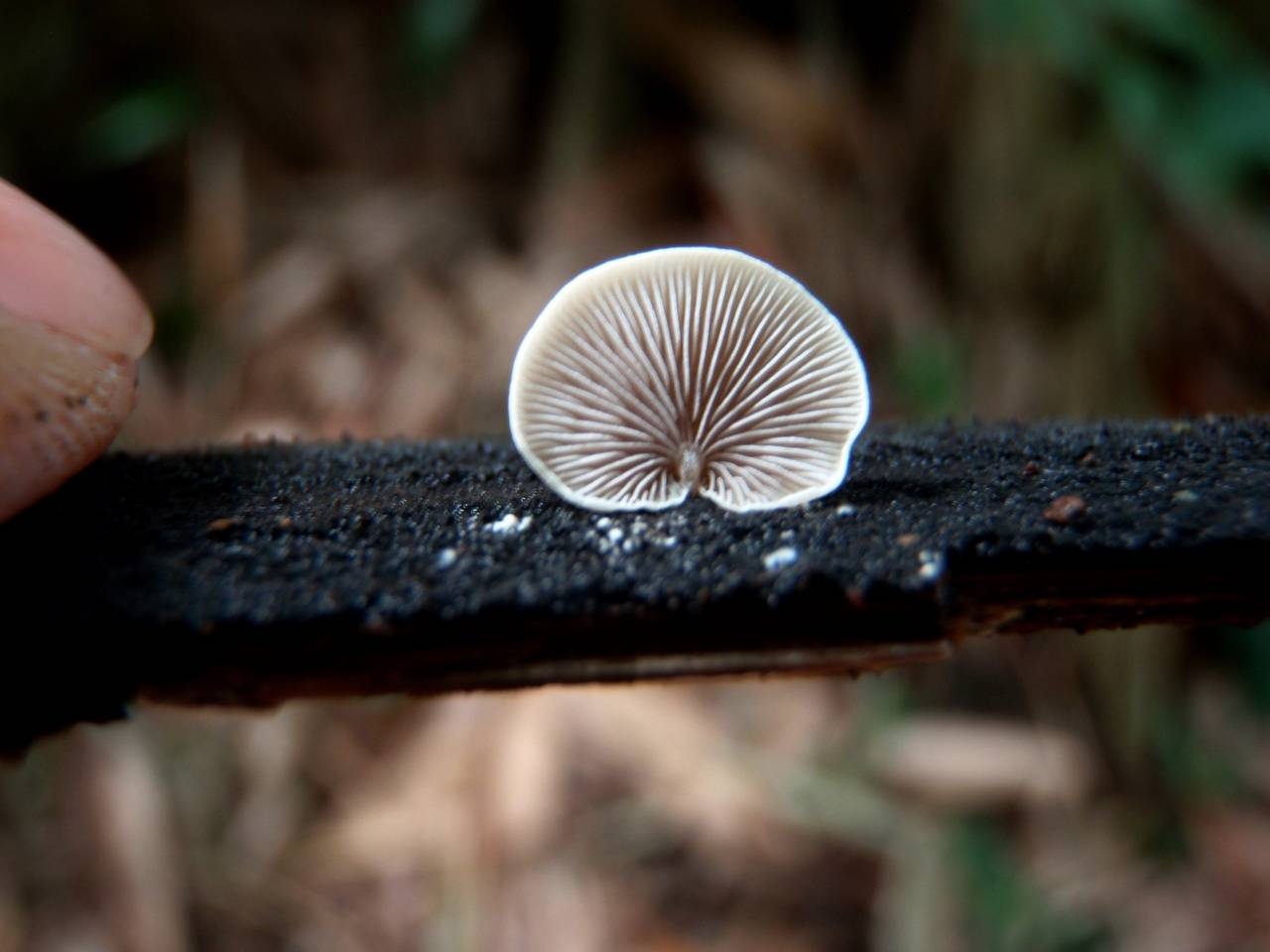
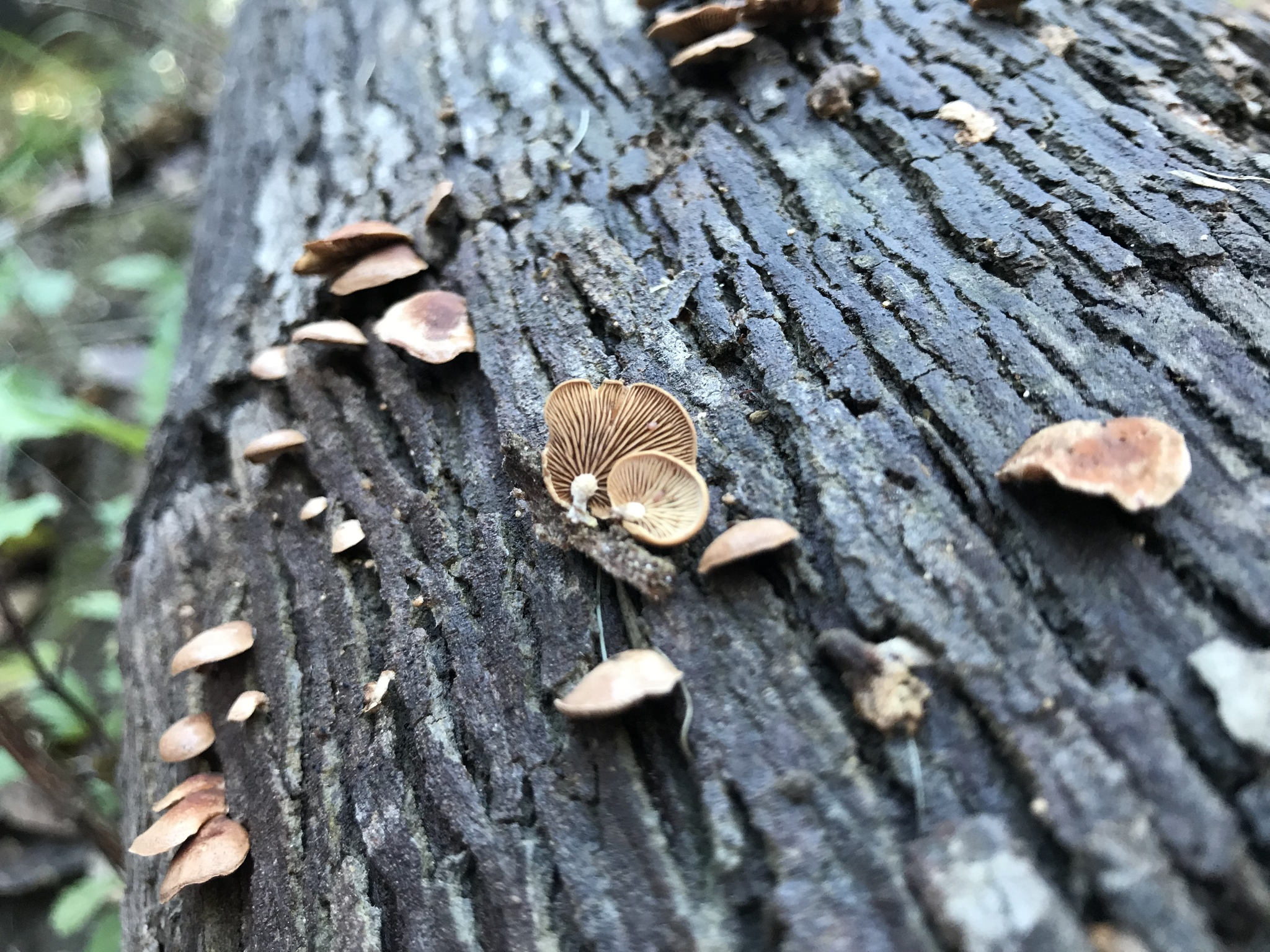
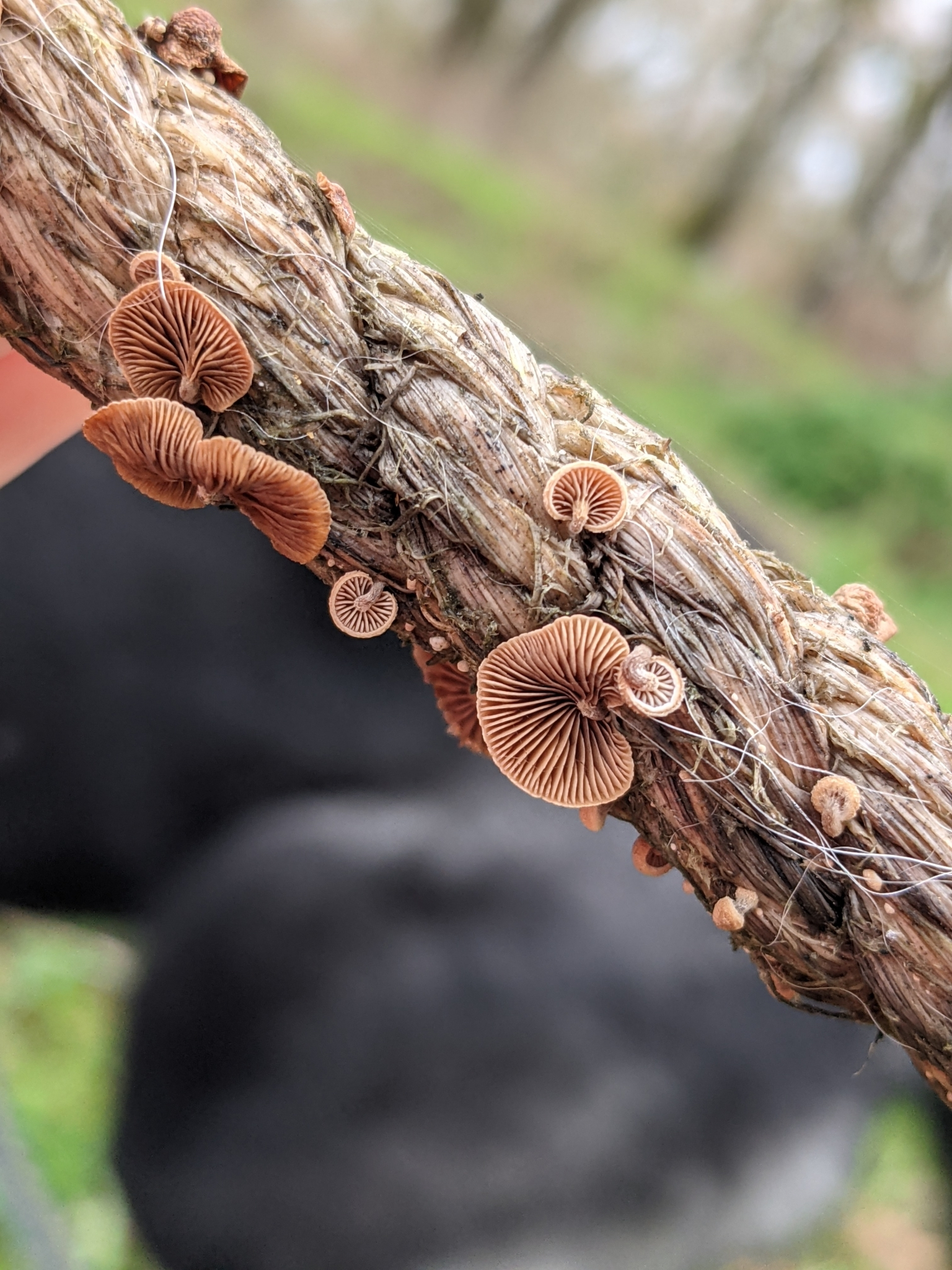
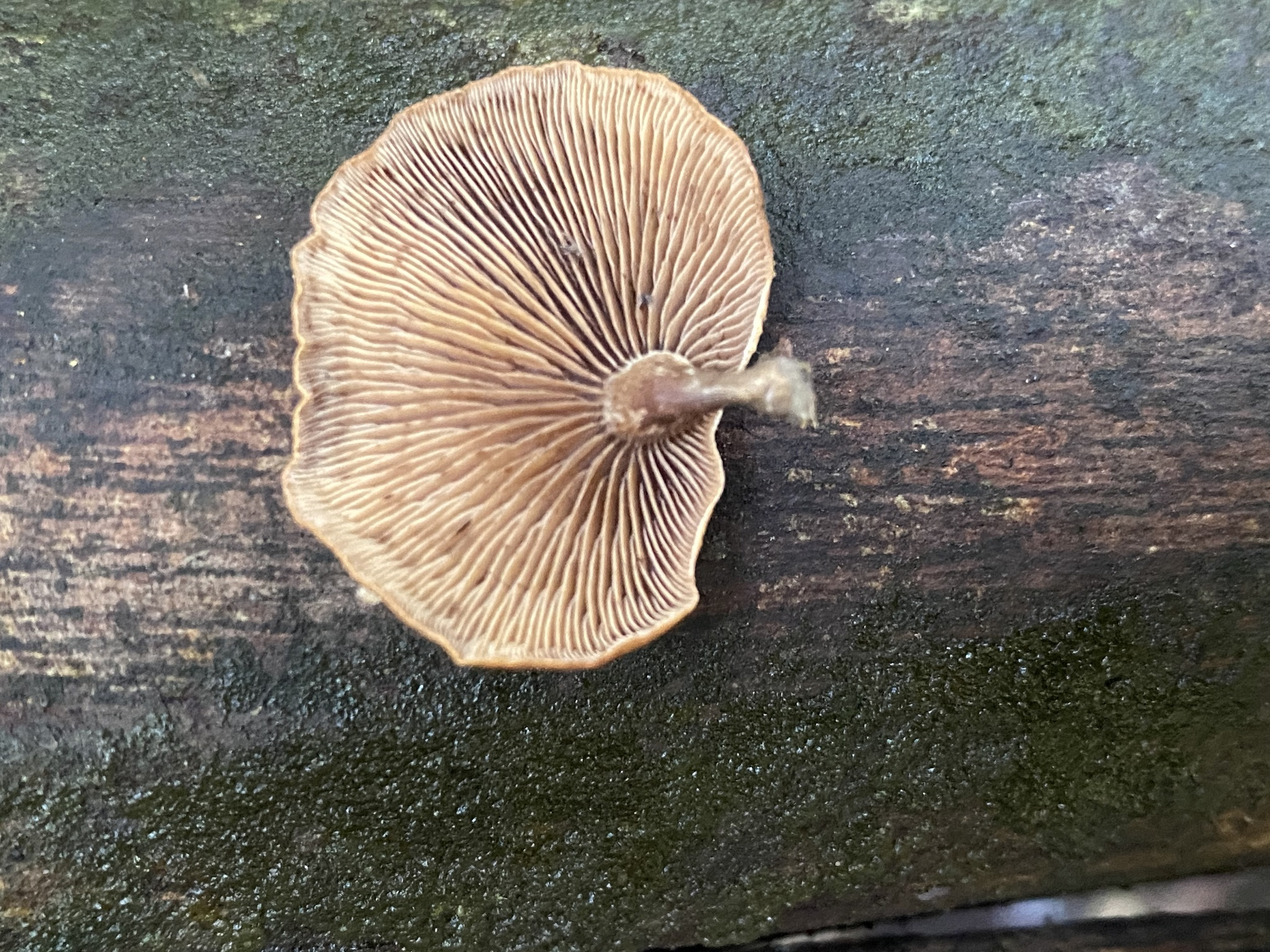

Nem ehető. 